# Ольштинсько-Гданська єпархія УГКЦ
Ольштинсько-Ґданська єпархія (пол. Eparchia olsztyńsko-gdańska, лат. Dioecesis Allensteniensis-Gedanensis ritus bysantini ucraini) — єпархія Української греко-католицької церкви у Польщі. Разом з Перемишльсько-Варшавською архієпархією і Вроцлавсько-Кошалінською єпархією входить до складу Перемишльсько-Варшавської митрополії. Єпархія заснована 25 листопада 2020 року. Катедральний храм — церква Покрови Пресвятої Богородиці в м. Ольштин.

## Історія
Ольштинсько-Ґданську єпархію створив Папа Франциск 25 листопада 2020 року та призначив першим єпархом всечесного отця Аркадія Трохановського, до інтронізації якого новою єпархією керуватиме як Апостольський Адміністратор митрополит Євген Попович.
6 лютого 2023 року Ольштинсько-Ґданська єпархія, як і вся Перемишльсько-Варшавська митрополія, зважаючи на попереднє рішення УГКЦ в Україні та висловленні думки Делегатів спільного Єпархіального Собору в Поршевиці в червні 2022 року, ухвалила рішення перейти на новоюліанський календар з 1 вересня 2023 року.

## Територія
Територію нової єпархії виокремлено з території Перемишльсько-Варшавської архієпархії та дотеперішньої Вроцлавсько-Ґданської єпархії. Єпархія займає загальну площу 90 075 км² із населенням 5 991 158 жителів. Її територія відповідає територіям десяти латинських дієцезій: Ґданської, Пельплінської, Ельбласької, Торунської, Плоцької, Вармінської, Ельцької, Ломжинської, Б'ялостоцької та Дрогічинської. До новоствореної єпархії ввійшли 43 парафій та душпастирських осередків, довірених 26 священникам, серед яких 4 отці Чину Святого Василія Великого.